# Большой Реват
Большой Реват (устар. Агват) — река в России, протекает по Башкортостану. Устье реки находится в 96 км от устья реки Зилим по правому берегу. Длина реки составляет 33 км, площадь водосборного бассейна — 231 км². Высота устья — 184,4 м над уровнем моря.

## Притоки
В Большой Реват впадают несколько крупных притоков:
- Куртас
- Малый Реват
- Сергакакан
- Ташлыелга
- Уесреват
- Яланкудрат
- Яланъелга

## Данные водного реестра
По данным государственного водного реестра России относится к Камскому бассейновому округу, водохозяйственный участок реки — Белая от города Стерлитамак до водомерного поста у села Охлебино, без реки Сим, речной подбассейн реки — Белая. Речной бассейн реки — Кама.
Код объекта в государственном водном реестре — 10010200712111100018852.